# Ричардсон, Мелвин
Мелвин Ричардсон (фр. Melvyn Richardson; род. 30 января 1997 года) — французский гандболист клуба «Барселона» и сборной Франции.
Сын известного французского гандболиста Джексона Ричардсона.

## Карьера

#### Клубная
Мелвин Ришардсон воспитанник клуба Шамбери. 4 ноября 2014 года Мелвин Ришардсон дебютировал в чемпионате Франции в матче Шамбери-Нант. В 2015 году Мелвин Ришардсон заключил профессиональный контракт с клубом Шамбери.
. С сезона 2017/18 Мелвин Ришардсон выступает за французский клуб ГК Монпелье.

#### В сборной
Мелвин Ришардсон выступает за молодёжную сборную Франции. На чемпионате Европы 2014 среди молодёжи (до 18 лет) сборная Франция выиграла золото, по итогам турнира Мелвин Ришардсон стал лучшим игроком турнира, а также самым ценным игроком чемпионата Европы 2016 среди молодёжи. Франция на чемпионате Европы среди молодёжи заняла 3-её место.

## Награды
- Чемпион Франции: 2018
- Обладатель кубка Франции: 2018
- Обладатель кубка Французской лиги: 2018
- Победитель лиги чемпионов ЕГФ: 2018

## Статистика
Статистика Мелвина Ришардсона в сезоне 2019/20 указана на 9.1.2020
| Сезон        | Клуб        | Лига           | Матчи | Голы | 7-метр | Голы |
| ------------ | ----------- | -------------- | ----- | ---- | ------ | ---- |
| 2014-15      | Шамбери     | LNH division 1 | 8     | 17   | 0      | 17   |
| 2015-16      | Шамбери     | LNH division 1 | 23    | 79   | 19     | 60   |
| 2016-17      | Шамбери     | LNH division 1 | 20    | 75   | 1      | 74   |
| 2017-18      | ГК Монпелье | LNH division 1 | 23    | 90   | 14     | 76   |
| 2018-19      | ГК Монпелье | LNH division 1 | 26    | 162  | 54     | 108  |
| 2019-20      | ГК Монпелье | LNH division 1 | 10    | 25   | 2      | 23   |
| 2014-по н.в. | Итого       | LNH division 1 | 110   | 452  | 90     | 362  |